# كسينيا سوبتشاك
كسينيا أناتوليوفنا سوبشاك (بالروسية: Ксе́ния Анато́льевна Собча́к) هي ممثلة وصحفية وسياسية روسية ولدت في يوم 5 نوفمبر 1981 في لينينغراد في الاتحاد السوفيتي، عرفت بتقديهما لبرنامج التلفزيون الواقعي دوم 2 في قناة تي إين تي وقناة دوجد، في سنة 2017 فاجأت العامة بإعلانها الترشح في الانتخابات الرئاسية الروسية 2018 لمنصب الرئيس، تلقب بباريس هلتون روسيا.

## حياتها
ولدت سوبشاك لعائلة لها تاريخ في السياسة حيث أن والدها هو عمدة سانت بطرسبرغ السابق أناتولي سوبشاك ووالدتها هي نائبة الدوما السابقة ليودميلا ناروسوفا وتصف نفسها أنها لها أصول يهودية وورثت من عائلة مبادئ رفض معاداة السامية. تلقت تعليمها في العلاقات الدولية من جامعة سانت بطرسبرغ الحكومية وثم نالت شهادة الأستاذية في السياسة من معهد موسكو الحكومي للعلاقات الدولية. في 2004 مثلت في فيلم اللصوص والعاهرات. في 2006 أصبحت مصممة أحذية شتوية. في سنة 2009 صنفتها مجلة تاتلر الروسية بكونها أكثر النساء المحبوبات في روسيا وبكونها باريس هيلتون روسيا. في سنة 2004 اشتهرت بتقديم برنامج دوم 2 والذي استمر عرضه على قناة تي إن تي حتى سنة 2012. أصبحت أيضاً مقدمة برنامج من سيربح المليون؟ بنسخة الروسية من سنة 2008 إلى سنة 2010. مثلت في مسلسل تلفزيون الواقع سرفايفر بنسخته الروسية. على صعيد الأفلام مثلت في أفلام ريجفسكي ضد نابليون وإنتروبيا في سنة 2012.

## التوجهات السياسية
عرفت سوبشاك في الفترة بمعارضتها للرئيس الروسي بوتين وذكرت أنها في السابق كانت من أشد المؤيدين لبوتين، إلا وجهة نظرها تغيرت عنه، حيث كانت من المشاركين في تظاهرات 2011 وألتي دعت إلى عدم انتخاب بوتين. عرفت بدعمها لاقتصاد السوق الحر الرأس مالي والخصخصة وحماية الممتلكات. عرفت أيضاً بمواقفها المؤيدة لإسرائيل، وتعرف نفسها بانها وطنية وقومية بنفس الوقت. تصف نفسها أيضاً بأنها نسوية ودافعت عن حق مساواة النساء في تولي المناصب. عرفت بكونها داعمة لحق المثليين بإعلان مثليتهم وانتقدت القمع الذي يتعرضون له في جمهورية الشيشان وجمهورية إنغوشيا وإنتقدت سياسة بوتين لدعمها حكومة رمضان قادروف في الشيشان. عرفت أيضاً بمعارضتها لضم شبه جزيرة القرم لروسيا وذكرت أنها تخالف ما صادقت عليه روسيا في مذكرة بودابست للضمانات الأمنية ودعت إلى حل القضية سياسياً مع أوكرانيا ودعوتها إلى إستفتاء آخر أكثر عدالة لسكان القرم لاختيارهم الانضمام لروسيا أو أوكرانيا، إلا أنها عارضت تسليم روسيا للقرم وذكرت أنها ممكن تودي بحرب أهلية في روسيا بسبب ذلك. تعهدت سوبشاك في حال توليها منصب الرئيس بإزالة تمثال الزعيم الشيوعي فلاديمير لينين من الساحة الحمراء لكونه رمز للدكتاتورية مما أدى إلى انتقادها في الأوساط الشيوعية. سوبشاك متزوجة من الممثل ماكسيم فيتروغان وفي نوفمبر 2016 أنجبت منه ابن سمته بلاتون.

## روابط خارجية
- كسينيا سوبتشاك على موقع IMDb (الإنجليزية)
- كسينيا سوبتشاك على موقع ميوزك برينز (الإنجليزية)
- كسينيا سوبتشاك على موقع قاعدة بيانات الفيلم (الإنجليزية)
- كسينيا سوبتشاك على موقع كينوبويسك (الروسية)